# Passiflora lanceolata
Passiflora lanceolata är en passionsblomsväxtart som först beskrevs av Masters, och fick sitt nu gällande namn av Hermann August Theodor Harms. Passiflora lanceolata ingår i släktet passionsblommor, och familjen passionsblomsväxter. Inga underarter finns listade i Catalogue of Life.